# Ткачик гірський
Тка́чик гірський (Ploceus nicolli) — вид горобцеподібних птахів ткачикових (Ploceidae). Ендемік Танзанії.

## Опис
Довжина птаха становить 13-14 см. У самців верхня частина тіла чорнувата, голова темно-коричнева, майже чорна, лоб тьмяно-жовтий, на потилиці жовтувата пляма. Нижня частина тіла лимонно-жовта. На грудях чорнуватий "комірець", під яким розташована нечітка оранжево-коричнева пляма. Забарвлення самиць подібне до забарвлення самців, одна голова у них більш коричнева. Очі яскраво-жовті, дзьоб чорний.

## Підвиди
Виділяють сім підвидів:
- P. n. nicolli Sclater, WL, 1931 — гори Усамбара;
- P. n. anderseni Franzmann, 1983 — гори Улугуру і Удзунгва.

## Поширення і екологія
Гірські ткачики живуть у вологих гірських тропічних лісах на сході Танзанії, зустрічаються на висоті від 900 до 1850 м над рівнем моря. Часто приєднуються до змішаних зграй птахів разом з лісовими ткачиками. Живляться переважно комахами, яких шукають в кронах дерев, серед епіфітів.

## Збереження
МСОП класифікує стан збереження цього виду як близький до загрозливого. За оцінками дослідників, популяція гірських ткачиків становить від 1000 до 2500 птахів. Їм загрожує знищення природного середовища.